# 마이클 챔버스
마이클 챔버스(Michael Chambers, 1967년 11월 13일 ~ )는 미국의 배우, 댄서이다.
롱비치에서 태어났다.

## 영화
- 총알 탄 사나이 3 (1994년)
- 브레이킹 2 (1984년)
- 브레이킹 (1984년)